# Strabomantis necopinus
Strabomantis necopinus es una especie de anfibio anuro de la familia Craugastoridae.

## Distribución geográfica
Esta especie es endémica de la Cordillera Central en Colombia. Habita en los departamentos de Antioquia, Tolima, Caldas, Risaralda y Quindío entre los 1800 y 2200 m de altitud.

## Descripción
Los machos miden de 32.0 a 39.8 mm y las hembras de 52.8 a 67.7 mm.

## Publicación original
- Lynch, 1997 : Intrageneric relationships of mainland Eleutherodactylus 2. A review of the Eleutherodactylus sulcatus group. Revista de la Academia Colombiana de Ciencias Exactas Físicas y Naturales, vol. 21, n.º 80, p. 353-372[5]